# Thranius fruhstorferi
Thranius fruhstorferi là một loài bọ cánh cứng trong họ Cerambycidae.